# Adele Astaire
Adele Astaire (nata Adele Marie Austerlitz; Omaha, 10 settembre 1896 – Scottsdale, 25 gennaio 1981) è stata una ballerina statunitense.

## Biografia
Nata in Nebraska, era la sorella maggiore di Fred Astaire.
Iniziò a ballare nel 1905, ad appena otto anni. Con il fratello adottò il cognome Astaire come variazione dell'originale. Si esibì sui palcoscenici di Broadway,  Londra e tante altre città. Il primo grande trionfo a New York in coppia con Fred fu Lady, Be Good di George e Ira Gershwin.
Si ritirò dalle scene nel maggio 1932, all'età di 35 anni. I giornali londinesi, che consideravano la sorella molto più brava di Fred, scrissero: "E adesso cosa farà quel poveraccio di suo fratello?".
Dopo il ritiro visse in Irlanda in un castello. Aveva infatti da poco sposato Lord Charles Cavendish, secondogenito del nono duca del Devonshire. Nel 1944 suo marito morì e nel 1947 si risposò con il colonnello Kingman Douglass.